# 刘海粟美术馆

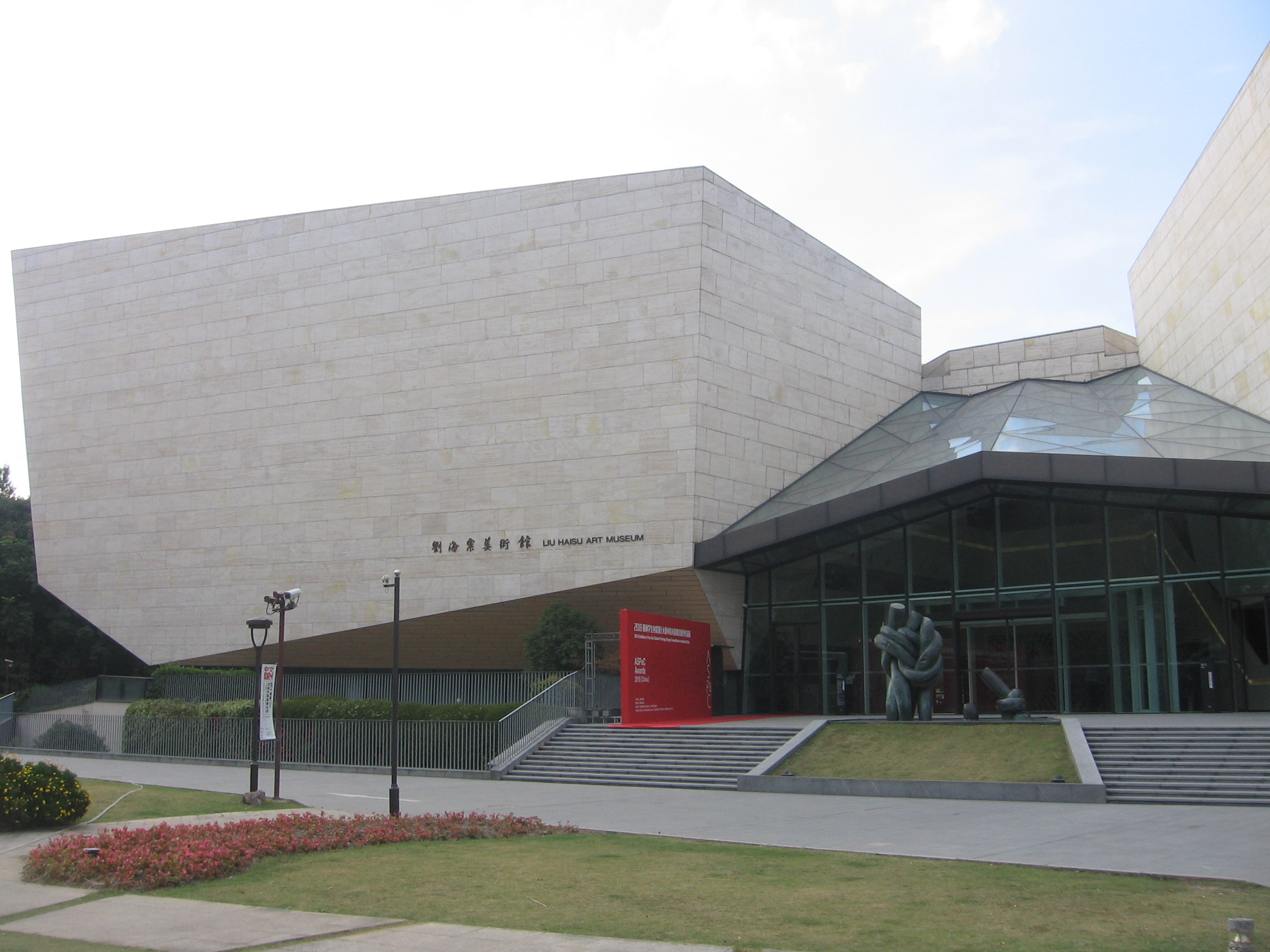
刘海粟美术馆新馆

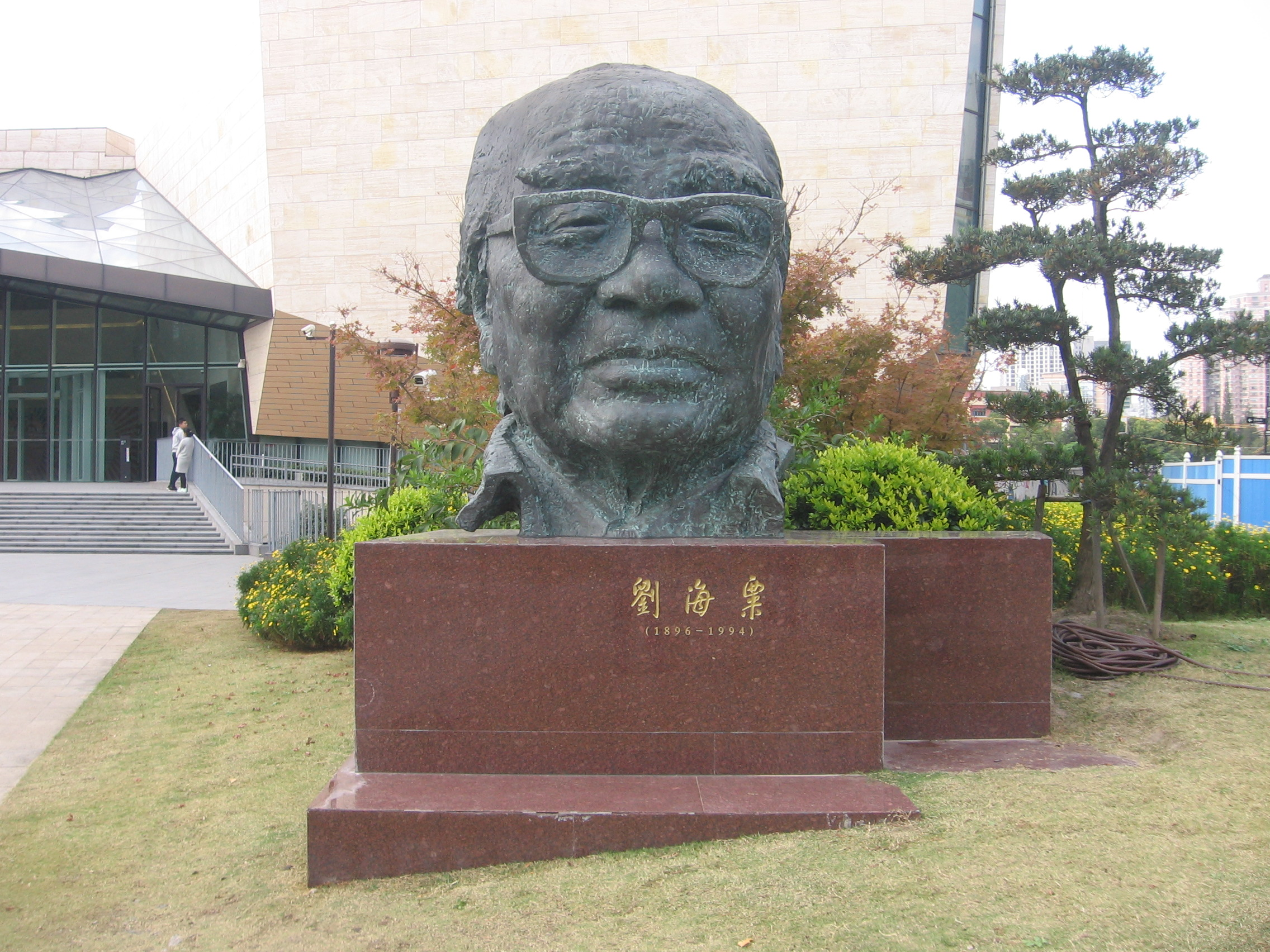
博物馆新馆门口刘海粟雕塑

刘海粟美术馆（英語：Liu Haisu Art Museum）是一座位于上海长宁区的美术馆。同时也是中国大陆首座以个人名字命名的省市级国家美术馆。现任馆长是朱刚。上海市普陀區美術館為其分館。

## 历史
1995年3月16日建成开馆，旧馆位于上海虹桥开发区虹桥路1660号，由江泽民题写馆名。2012年9月启动搬迁工程，2016年3月20日建成开馆。新馆位于长宁区延安西路1609号，由同济大学建筑设计研究院设计，占地面积6000平方米，总建筑面积为12540平方米，有六个展厅，藏品2000余件，主要收藏刘海粟，夏伊乔等中国艺术家作品。

## 营业时间
- 周二至周日：上午九点至下午五点
- 周一闭馆

## 交通
- 上海轨道交通3号线，4号线延安西路站